# Liste slowenischer Komponisten klassischer Musik
Diese Liste enthält bekannte slowenische Komponisten der klassischen Musik.
- France Ačko (1904–1974)
- Bojan Adamič (1912–1995)
- Emil Adamič (1877–1936)
- Alojz Ajdič (* 1939)
- Jakob Aljaž (1845–1927)
- Blaž Arnič (1901–1970)
- Julije (Julio) Bajamonti (1744–1800)
- Dušan Bavdek (* 1971)
- Emerik Beran (1868–1914)
- Julij Betetto (1885–1963)
- Janez Bitenc (1925–2005)
- Darijan Božič (1933–2018)
- Lojze Bratuž (1902–1937)
- Matija Bravničar (1897–1977)
- Ciril Cvetko (1920–1999)
- Dragotin Cvetko (1911–1993)
- Jannes Baptista Dolar (1620–1673)
- Nana Forte (* 1981)
- Emil Hochreiter (1872–1938)
- Alojz Ipavec (1815–1849)
- Avgust Ipavec (1940–2023)
- Benjamin Ipavec (1829–1908)
- Gustav Ipavec (1831–1908)
- Josip Ipavec (1873–1921)
- Davorin Jenko (1835–1914)
- Marij Kogoj (1892–1956)
- Marjan Kozina (1907–1966)
- Uroš Krek (1922–2008)
- Marijan Lipovšek (1910–1995)
- Janez Matičič (1926–2022)
- Juri Mihevec (1805–1882)
- Damijan Močnik (* 1967)
- Janez Baptist Novak (1756–1833)
- Mihael Omerza (1679–1742)
- Slavko Osterc (1895–1941)
- Ivo Petrić (1931–2018)
- Stanko Premrl (1880–1965)
- Primož Ramovš (1921–1999)
- Gregor Rihar (1796–1863)
- Uroš Rojko (* 1954)
- Risto Savin (1859–1948)
- Pavel Šivic (1908–1995)
- Lucijan Marija Škerjanc (1900–1973)
- Alojz Srebotnjak (1931–2010)
- Igor Štuhec (1932–2024)
- Vilko Ukmar (1905–1991)
- Vito Žuraj (* 1979)